# 奈良県道183号日笠東金坊線
奈良県道183号日笠東金坊線（ならけんどう183ごう ひがさとうこんぼうせん）は、奈良県奈良市を通る一般県道である。

## 概要
奈良市日笠町から奈良市須山町に至る。
路線名は、終点付近に立地する東金坊（とうこんぼう）地蔵尊にちなむ。

### 路線データ
- 起点：奈良市日笠町（奈良県道・京都府道47号天理加茂木津線交点）
- 終点：奈良市須山町（奈良県道・三重県道80号奈良名張線交点）
- 総延長：3.4 km

## 地理

### 通過する自治体
- 奈良県
  - 奈良市

### 交差する道路
| 交差する道路                                                               | 交差する場所 | 交差する場所 |
| -------------------------------------------------------------------------- | ------------ | ------------ |
| 奈良県道・京都府道47号天理加茂木津線 奈良県道・三重県道80号奈良名張線 重複 | 日笠町       | 起点         |
| 奈良県道184号須山西狭川線                                                  | 須山町       |              |
| 奈良県道・三重県道80号奈良名張線                                           | 須山町       | 終点         |

### 沿線
- 光仁天皇陵
- 太安万侶の墓
- 東金坊地蔵尊